# Сіріус-Пассет
82°47′36″ пн. ш. 42°14′42″ зх. д. / 82.79333333° пн. ш. 42.245° зх. д.
Сіріус-Пассет (дан. Siriuspasset) — найбільше місце знахідок копалин кембрійського періоду на півострові Земля Пірі (північ Гренландії, 804 км від Північного полюса). Місцезнаходження було виявлено в 1984 році А. Хіггінсом, співробітником Геологічної служби Гренландії (дан. Grønlands Geologiske Undersøgelse). Згодом в цей район було здійснено чотири експедиції — в 1989, 1991, 1994 і 2006 роках. Вік відкладень Сіріус-Пассет оцінюють в 518 мільйонів років. Названо на честь санного патруля Сіріус, який патрулює на собачих упряжках північний схід Гренландії.

## Фауна Сіріус-Пассет
Нині формальний опис отримали близько 25 викопних видів і приблизно стільки ж видів чекають опису. Найбільш масові форми — членистоногі з немінералізованими покривами.

### Губки (Porifera)
- Choia hindei (Dawson, 1896) — звичайні губки (Demospongiae)
- археоціати з надродини Ethmophylloidea

### Спіральні (Lophotrochozoa)

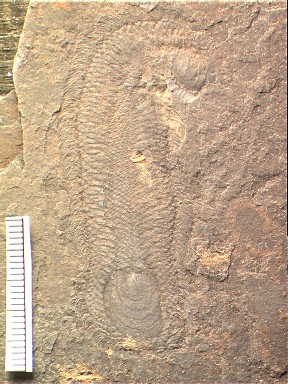
Halkieria evangelista

- Halkieria evangelista Conway Morris et Peel, 1995 — Halwaxiida
- Phragmochaeta canicularis Conway Morris et Peel, 2008 — найдавніші відомі кільчасті черви (Annelida)
- Trapezovitus Peel, 2010 та інші представники хіолітів (Hyolitha)

### Cycloneuralia

#### Palaeoscolecida
- Chalazoscolex pharkus Conway Morris et Peel, 2010
- Xystoscolex boreogyrus Conway Morris et Peel, 2010

#### Loricifera
- Sirilorica carlsbergi Peel, 2010
- Sirilorica pustulosa Peel, 2010

### Xenusia
- Hadranax augustus Budd et Peel, 1998

### Членистоногі (Arthropoda)
- Aaveqaspis inesoni Peel et Stein, 2009[3]
- Buenaspis forteyi Budd, 1999
- Siriocaris trollae Lagebro, Stein et Peel, 2010
- Isoxys volucris Williams, Siveter et Peel, 1996
- Pauloterminus spinodorsalis Taylor, 2002

#### Dinocarida
- Kerygmachela kierkegaardi Budd, 1993
- Pambdelurion whittingtoni Budd, 1997
- Tamisiocaris borealis Daley et Peel, 2010

#### Megacheira
- Kiisortoqia soperi Stein, 2010

#### Trilobita
- Buenellus higginsi Blaker, 1988
- Kleptothule rasmusseni Budd, 1995

### Vetulicolia
- Ooedigera peeli Vinther, Smith et Harper, 2011[4]